# Periplo del Ponto Euxino (anónimo)
El Periplo anónimo del Ponto Euxino es un manuscrito de autor anónimo que describe todo el litoral del mar Negro en sentido antihorario, partiendo del Bósforo Tracio y siguiendo con la costa asiática hasta el Bósforo Cimerio para concluir con la descripción de la costa oriental europea hasta el punto de partida inicial.
Ni la identidad del autor ni la fecha de su composición pueden precisarse con exactitud, pero a juzgar por las posibles alusiones a la época del autor que encierra su contenido, Aubrey Diller opina que la obra no debe datarse antes de la segunda mitad del siglo VI.